# Panna (distrikt)
Panna är ett distrikt i Indien.   Det ligger i delstaten Madhya Pradesh, i den centrala delen av landet, 600 km sydost om huvudstaden New Delhi. Antalet invånare är 1 016 520.
Följande samhällen finns i Panna:
- Panna
- Ajaigarh
- Amānganj
- Pawai